# شهرداری اولاین
شهرداری اولاین (به لاتین: Olaine Municipality) یک شهرداری در لتونی است. شهرداری اولاین ۲۰٬۰۸۵ نفر جمعیت دارد.